# (612085) 1999 CL119
(612085) 1999 CL119 est un objet transneptunien, du groupe des cubewanos.

## Caractéristiques
(612085) 1999 CL119 mesure environ 300 km de diamètre.